# Isabel de Vermandois

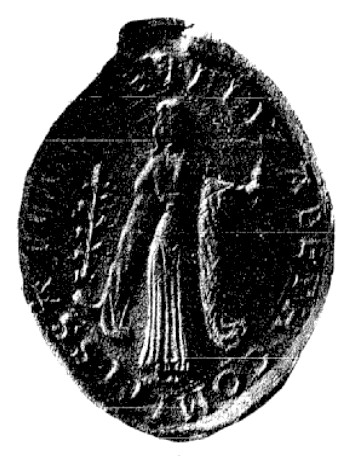
Sello de Isabel de Vermandois.

Isabel de Vermandois (1143 - 28 de marzo de 1183), perteneciente a la casa de los Capetos de Vermandois, fue la condesa de Vermandois y Valois (1167-1183). También fue llamada Mabela.
Era la hija de Raúl I de Vermandois y Valois, y Petronila de Aquitania.
También era la sobrina de Leonor de Aquitania (Petronila era su hermana), la esposa del rey Enrique II de Inglaterra, y por lo tanto prima hermana de Ricardo Corazón de León y Juan Sin Tierra (quien sucedió a su hermano Ricardo).
Se casó en 1159 con Felipe de Alsacia, conde de Flandes, pero no tuvo hijos. A su muerte, Felipe de Alsacia conservó sus condados a expensas de su hermana Eleonor, pero se vio obligado a ceder ante Felipe II de Francia en 1185.